# Muscle Heat
Muscle Heat è un film del 2002 diretto da Ten Shimoyama.

## Trama
Nell'anno 2009, Joe Jinno, un Navy SEAL finito sotto corte marziale per aver disobbedito agli ordini, viene inviato a Tokyo per aiutare il detective Aguri Katsuragi a fermare un traffico di droga.
Dopo aver tentato senza riuscirci di fermare il signore della droga Rai Kenjin, Katsuragi si ritrova a dover combattere nella sua arena della morte, la Muscle Dome, dove viene sconfitto ed ucciso da un combattente di Kenjin, Lee.
Joe decide di vendicarlo e si fa aiutare da Akane, la sorella di Katsuragi e da Ken, un giovane ribelle il cui padre è stato ucciso da Kenjin.